# 小原村 (宮城県)
小原村（おばらむら）は、1957年（昭和32年）まで宮城県刈田郡にあった村。現在の白石市小原にあたる。

## 沿革
- 1889年（明治22年）4月1日 - 町村制施行にともない、旧来の小原村単独で村政施行。
- 1957年（昭和32年）3月31日 - 白石市に編入される。

## 行政

### 歴代村長
| 代   | 氏名         | 就任                       | 退任                       | 備考 |
| ---- | ------------ | -------------------------- | -------------------------- | ---- |
| 1    | 斎藤員衛     | 明治22年（1889年）4月25日  | 明治25年（1892年）3月10日  |      |
| 2    | 斎藤基       | 明治25年（1892年）5月30日  | 明治27年（1894年）12月22日 |      |
| 3・4 | 高橋長十郎   | 明治28年（1894年）1月15日  | 明治36年（1903年）1月10日  |      |
| 5・6 | 斎藤員衛     | 明治36年（1903年）1月23日  | 明治42年（1909年）2月10日  | 再任 |
| 7    | 小室善治郎   | 明治43年（1910年）3月15日  | 大正3年（1914年）3月11日   |      |
| 8    | 斎藤員衛     | 大正3年（1914年）3月12日   | 大正4年（1915年）10月14日  | 三任 |
| 9    | 高橋庄吉     | 大正4年（1915年）10月31日  | 大正5年（1916年）2月21日   |      |
| 10   | 高橋長十郎   | 大正5年（1916年）4月13日   | 大正9年（1920年）2月19日   | 再任 |
| 11   | 斎藤九郎輔   | 大正9年（1920年）3月23日   | 大正10年（1921年）6月14日  |      |
| 12   | 高橋長十郎   | 大正10年（1921年）7月5日   | 昭和14年（1925年）1月17日  | 三任 |
| 13   | 高橋清治郎   | 大正15年（1926年）6月6日   | 昭和2年（1927年）2月17日   |      |
| 14   | 高橋幸右ェ門 | 昭和2年（1927年）2月24日   | 昭和6年（1931年）2月23日   |      |
| 15   | 斎藤一祐     | 昭和6年（1931年）4月8日    | 昭和8年（1933年）10月1日   |      |
| 16   | 赤井畑柳之助 | 昭和8年（1933年）11月2日   | 昭和12年（1937年）11月7日  |      |
| 17   | 高橋幸右ェ門 | 昭和12年（1937年）11月10日 | 昭和20年（1937年）11月9日  | 再任 |
| 18   | 斎藤一祐     | 昭和20年（1945年）11月20日 | 昭和22年（1947年）4月5日   | 再任 |
| 19   | 斎藤直衛     | 昭和22年（1946年）4月6日   | 昭和30年（1955年）7月22日  |      |
| 20   | 高橋源一     | 昭和30年（1955年）9月7日   | 昭和32年（1957年）3月30日  |      |

## 教育
- 小原村立小原小学校
- 小原村立小原中学校